# Rogue Wave
Rogue Wave är ett indierockband från Oakland, Kalifornien och leds av Zach Schwartz (också känd som Zach Rogue). Deras första album Out of the Shadows släpptes först privat 2003 och sedan igen 2004, då bandet gav sig ut på turné i USA. Deras andra albumet Descended Like Vultures släpptes i oktober 2005. Det tredje albumet Asleep at Heaven's Gate släpptes den 18 september 2007.

## Medlemmar
Nuvarande medlemmar
- Zach Rogue – sång, gitarr, keyboard (2002-idag)
- Patrick Spurgeon – trummor, keyboard, sampler, sång (2002-idag)
- Masanori Christianson – bas, glockenspiel, synthesizer (2010, 2012-idag)
- Dan Iead – gitarr, pedal steel guitar, sång (2013-idag)
- Rob Easson – synthesizer, gitarr (2013-idag)

Tidigare medlemmar
- Sonya Westcott – bas, sång (2002-2004)
- Evan Farrell – bas, sång, keyboard (2004-2007)
- Patrick Abernethy – bas, piano, keyboard (2007-2008)
- Gram LeBron – gitarr, keyboard, sång, trummor (2002-2008)
- Steve Taylor – keyboard, guitorgan (2009-2010)
- Ken Christianson – keyboard, violin, sång (2010)
- Cameron Jasper – bas (2008-2011)
- Dominic East – gitarr, pedal steel guitar, sång (2007-2012)

## Diskografi
Album
- Out of the Shadow (2004)
- Descended Like Vultures (2005)
- Asleep at Heaven's Gate (2007)
- Permalight (2010)
- Nightingale Floors (2013)

EP
- iTunes Exclusive EP (2005)
- 10: 1 (2005)
- Daytrotter Session (2008)
- The MySpace Transmissions (2008)
- Daytrotter Session (2010)

Singlar
- Publish My Love (2006)
- Eyes (2006)
- Lake Michigan (2007)
- Like I Needed (2008)

## Soundtracks
- Napoleon Dynamite original soundtrack (2004, Lakeshore Records) låt: "Every Moment (live)"
- Music from the OC: Mix 5 (2005, Warner Bros./Wea) låt: "Publish My Love"
- Just Friends soundtrack (2005, New Line Records) låt: "Eyes"
- Stubbs the Zombie: The Soundtrack (2005) låt: "Everyday" (Buddy Holly cover)
- Music from the OC: Mix 6: Covering Our Tracks (2006, Warner Bros./Wea) låt: "Debaser" (Pixies-cover)
- Cry Wolf original soundtrack (2005, Lakeshore Records) låt: "10:1"
- Spider-Man 3 Soundtrack (2007, Record Collection), låt: "Sight Lines"
- Heroes  Episode 1.01: Genesis (2006) låt: "Eyes"
- For The Kids Three (2007, Nettwerk Music Group) låt: "My Little Bird"
- Weeds OST: Season 2 (2006) låt: "Kicking The Heart Out"
- CLIF GreenNotes Protect the Places We Play (2008) låt: "Chicago X 12"
- One Track Mind (2008) låt: "Harmonium"
- Nick and Norah's Infinite Playlist soundtrack (2008, Atlantic Records) låt: "Electro-Socket Blues"